# Bulbophyllum haniffii
Bulbophyllum haniffii är en orkidéart som beskrevs av Cedric Errol Carr. Bulbophyllum haniffii ingår i släktet Bulbophyllum och familjen orkidéer. Inga underarter finns listade i Catalogue of Life.